# Rafael Souto
Rafael A. Souto (24 de outubro de 1930) é um ex-futebolista uruguaio que atuava como atacante.

## Carreira
Rafael Souto fez parte do elenco da Seleção Uruguaia de Futebol, na Copa do Mundo de 1954.